# Ceratophyllus orites
Ceratophyllus orites är en loppart som beskrevs av Jordan 1937. Ceratophyllus orites ingår i släktet Ceratophyllus och familjen fågelloppor. Inga underarter finns listade i Catalogue of Life.